# Astragalus bellus
Astragalus bellus es una especie de planta del género Astragalus, de la familia de las leguminosas, orden Fabales.
Fue descrita científicamente por (Kuntze) R. Fries.